# La Covarona
La Covarona es una cueva prehistórica situada en el barrio de Llueva, en San Miguel de Aras, del municipio de Voto en Cantabria (España). Su nombre procede del euskera "Coba" (cueva) y "ona" (buena).[cita requerida]
Esta cueva alberga varias agrupaciones de pinturas esquemático-abstractas, formadas en su mayoría por marcas y puntos. Debajo de ellas hay un depósito de carbones y huesos, entre los que apareció una punta de hierro. Además, apareció en el vestíbulo un fragmento de cerámica de la Edad del Hierro y en el interior pequeños hoyuelos de carbón vegetal.